# Vizzavona
Koordinaten: 42° 8′ N, 9° 8′ O
Vizzavona ist ein Weiler im Département Haute-Corse der französischen Insel Korsika. Politisch gehört er zur Gemeinde Vivario.

## Geografie
Der Ort liegt am Ufer des Flusses Vecchio. Südwestlich des Ortes liegt der nach ihm benannte Col de Vizzavona, der meistbefahrene Bergpass Korsikas.
Umgeben ist der Ort vom als "Forêt Territoriale de Vizzavona" bezeichneten Wald.

## Verkehr

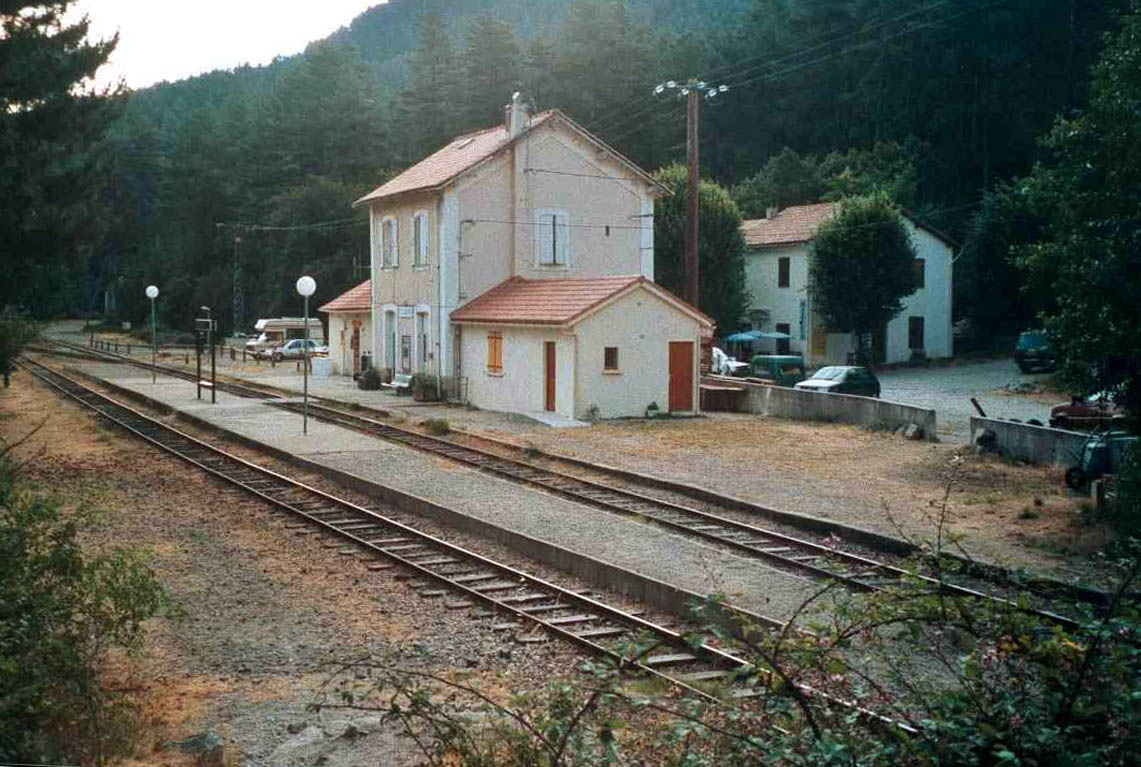
Bahnhof Vizzavona

In Vizzavona treffen der Fernwanderweg GR 20 und die Bahnstrecke Bastia–Ajaccio aufeinander, womit sich ein bequemer Einstieg in den schwierigsten Wanderweg Frankreichs ergibt. Durchreisende Wanderer können sich im Ort während der Wandersaison bequem mit Proviant versorgen. Das Empfangsgebäude des Bahnhofs kann von den Wanderern als Schutz- und Notquartier genutzt werden.
Der Bahnhof Vizzavona liegt an der Bahnstrecke Bastia–Ajaccio. Nach dort bestehen durchgehende Zugverbindungen. Mit 906 m über dem Meeresspiegel ist er der höchstgelegene der Eisenbahn auf Korsika. Unmittelbar hinter der südwestlichen Bahnhofsausfahrt beginnt der Vizzavona-Tunnel, mit dem die Bahnstrecke den Col de Vizzavona unterquert. Der Tunnel ist mit 3.916 m der längste einer Schmalspurbahn in Frankreich. Er wurde zum hundertsten Jahrestag der Französischen Revolution am 14. Juli 1889 eingeweiht.